# Ahmed-paša Džezar
Ahmed-paša Džezar (turski: Ahmed al-Ğazzār paşa) (Fatnica, 1720. – Akra, 1804.), osmanski namjesnik i vojskovođa iz Hercegovine.

## Životopis
Rođen u Fatnici, a prema drugim izvorima u Stocu ili u Njivicama po Kosti Hormannu. Ne zna mu se pravo ime. Iz Stoca je pobjegao u vrlo mladoj dobi. Smatra se da je nekog ubio u Stocu zbog čega je pobjegao u Carigrad, gdje je prešao na islam što mu je nosilo blažu kaznu ili oslobađanje od kazne. Pristupio je mamelucima - vojnicima robovima u Egiptu. Izvrsno je rukovao sabljom te je brzo napredovao iz reda običnih vojnika. Bio je vrlo umješan u likvidacijama i egzekucijama. Isticao se okrutnošću i krvoločnošću u borbama, zbog čega je stekao nadimak "džezar" (krvoločni, mesar). Okrutnost mu je bila jednaka vojničkoj vještini. I pod stare dane bio je strah i trepet potčinjenima.
Od 1775. obnašao je dužnost vezira i namjesnika ejaleta Saide.  Namjesnikom i seraskerom u Siriji i Egiptu je od 1798. godine. 1799. se s uspjehom borio protiv Napoleona kod Akre.
Premda su mještani i albanski vojnici fanatično branili grad, odupirući se mjesec i pol dana francuskim postrojbama, ne bi uspjeli navući Napoleona na prvi veliki vojni neuspjeh da mu veliku pomoć nije pružilo britansko brodovlje koje je blokiralo luku i onemogućilo dostavu zaliha Napoleonovim snagama, zbog čega su se morale povući.
Namjesničku dužnost u Damasku obnašao je 1803. godine.
Potkraj života upravljao lučkim gradom Akrom. Ratovao i protiv Katarine Velike. U Akri je dao podići džamiju i trg. Bio je osmanski upravitelj Kaira i Bejruta. Preživio je brojne urote. Urotnike je okrutno kažnjavao. Napao je libanonske Druze čim su prekinuli plaćati paši danak. Napade je pokušao prekinuti jedan britanski časnik, jer ta akcija nije odgovarala britanskim interesima u Palestini, zato što je jačala francusku prisutnost i njihovu podršku maronitima – libanonskim kršćanima. Vrlo je bio nemilosrdan prema židovima i kršćanima. Iznimka koja potvrđuje pravilo bio je njegov glavni savjetnik, židov Haim Farhi, te dragoman (prevoditelj i diplomatski savjetnik) Talijan Bertocini iz Genove.
Volio se hvaliti, ali nije se razmetao luksuzom.

## Vanjske poveznice
- WorldCat